# Blue Sky (film)
(Hank)
Blue Sky è un film del 1994 diretto da Tony Richardson.

## Trama
Anni '60: il maggiore Hank Marshall e sua moglie, Carly, affrontano le difficoltà coniugali dovute alle pressioni del ruolo di Hank, un militare addetto a sorvegliare il rilascio delle radiazioni dei test nucleari e ai problemi di instabilità mentale di Carly.
Hank è un fautore dei test nucleari sotterranei, un'iniziativa chiamata in codice "Blue Sky", al posto delle detonazioni in atmosfera. Carly è, invece, una donna avvenente, dotata di uno spirito libero che la pone perennemente in lotta con le convenzioni della monotonia domestica.
Il trasferimento della famiglia Marshall dalle Hawaii a una remota base in Alabama peggiora il comportamento irregolare di Carly e turba la loro figlia maggiore, Alex.
Il giorno dopo il loro arrivo, Hank incontra il comandante della base, il colonnello Vince Johnson, che respinge la proposta di test sotterranei di Hank. Nel frattempo, la moglie di Vince, Vera Johnson invita Carly a partecipare agli eventi sociali organizzati dalle mogli degli ufficiali della base.
Ad una festa, Carly si ubriaca e si mette in mostra eseguendo una danza esotica, attirando l'attenzione di Vince che attratto, intende concupirla.
A sua volta Alex inizia una relazione con il figlio di Vince, Glenn: al loro primo appuntamento in un poligono di tiro abbandonato,  Alex fa esplodere una granata mettendo tutta la base in allarme. Carly viene invitata dalle mogli degli ufficiali a partecipare ad uno spettacolo in cui le stesse signore si esibiscono. Vince nel tentativo di togliersi dai piedi Hank per avere campo libero con Carly, lo invia in Nevada a supervisionare il primo test sotterraneo al comando del tenente colonnello Robert Jennings.
Durante il test, Hank osserva due cowboy nell'area del test e chiede a Robert di interrompere l'esplosione, ma Robert non acconsente, mettendo a repentaglio la sicurezza dei cowboy. Hank,  ritornato in Alabama, viene a conoscenza della relazione della moglie con il suo superiore. Durante lo spettacolo di danza Hank affronta il Vince per quanto successo in Nevada, colpendolo.
Hank viene arrestato dalla polizia militare e Vince presenta a Carly una scelta: far processare il marito dalla corte marziale o farlo internare in una struttura psichiatrica.
La soluzione selta da Carly nasconde un'insidia: mentre Hank vorrebbe andare davanti alla corte marziale per pubblicizzare l'incidente con i cowboy, viene portato in ospedale, dove viene pesantemente sedato.
Sospettando un gioco scorretto da parte di Vince, Carly esamina i documenti di Hank e scopre il rapporto sui cowboy. Guida attraverso il paese con le figlie e trova i cowboy che soffrono di malattie da radiazioni, quindi li esorta a rivelare la loro storia. Quando si rifiutano, Carly ruba un cavallo ed entra nel sito del test per rievocare la loro esperienza, attirando l'attenzione dei media. Di conseguenza, Robert è costretto a rilasciare sia Carly che Hank.
Carly torna a casa e trova il marito ad aspettarla: Hank si è dimesso dal suo incarico mentre Vince è stato sollevato dai suoi doveri. Hank diventerà professore in California e la famiglia si trasferisce felicemente per ricominciare da capo.

## Distribuzione
Blue Sky è basato sulla relazione tra i genitori di Rama Stagner-Blum, Clyde e Gloria Lee Moore-Stagner, durante gli anni '60, quando suo padre era in servizio nell'esercito. La coppia in seguito divorziò e Gloria si risposò prima della sua morte nel 1982.
Le riprese si sono svolte tra il 14 maggio e il 16 luglio 1990, ma la pellicola uscì solamente quattro anni dopo, il 16 settembre 1994. Il budget è stato di 16 milioni di dollari ma gli incassi furono appena di 3,5 milioni di dollari.

## Riconoscimenti
- 1994 - Los Angeles Film Critics Association Award
  - Miglior attrice protagonista a Jessica Lange
- 1995 - Golden Globe
  - Migliore attrice in un film drammatico a Jessica Lange
- 1995 - Screen Actors Guild Award
  - Candidatura per Miglior attrice protagonista a Jessica Lange
- 1995 - Premio Oscar
  - Miglior attrice protagonista a Jessica Lange
- 1996 - Sant Jordi Award
  - Miglior attrice protagonista a Jessica Lange